# Frédérik D'Amours
Pour les articles homonymes, voir D'Amours.
Frédérik D'Amours est un réalisateur québécois, connu pour son film Noémie : Le Secret (2009) primé au Festival international du film de Varsovie (prix du public du meilleur film pour enfant)

## Filmographie
- 2007 : À vos marques... party!
- 2009 : Noémie : Le Secret
- 2009 : À vos marques... party! 2
- 2010 : Lance et compte